# Genua valga

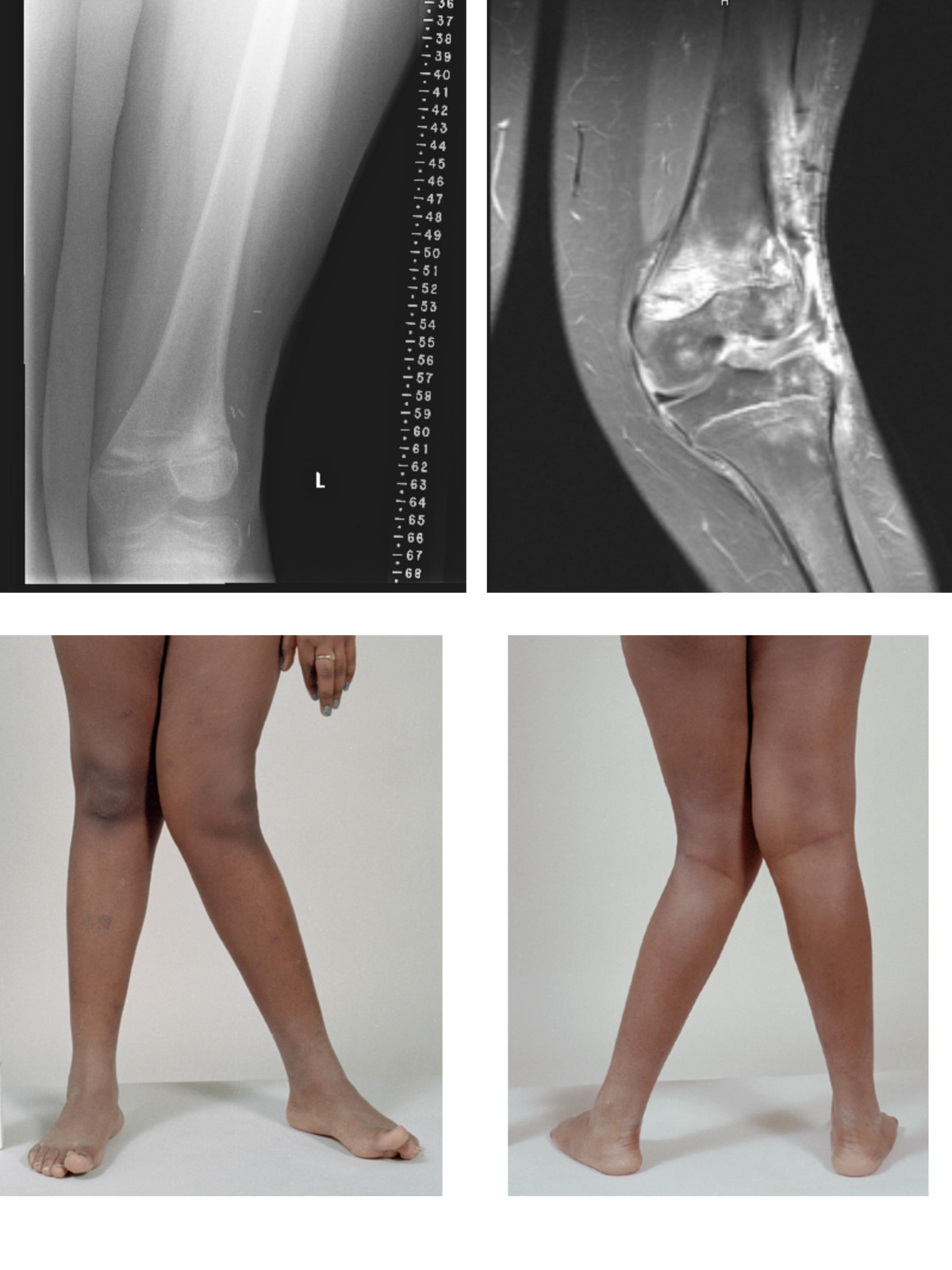
Voorbeeld van X-benen

Genua valga of X-benen is een dubbelzijdige naar binnen gerichte buiging van beide benen. De buiging betreft een stand van het onderbeen waarbij dit in de knie ten opzichte van het bovenbeen naar buiten gebogen staat. De rechte lijn, die normaal door de heup, knie en enkelgewricht gaat, valt bij deze aandoening buiten en naast de knie, en ook de binnenenkels raken elkaar niet meer omdat de voeten niet naast elkaar geplaatst kunnen worden. Hierdoor lijkt het alsof beide benen een X vormen.
Bij zwaarlijvige vrouwen is er door een chronische zwelling van het onderhuids vetweefsel aan de binnenkant van de knie soms een grote afstand tussen de enkels bij goed gesloten knieën, terwijl in werkelijkheid het skelet recht is. Ook op röntgenfoto's is er soms een X-stand in de knie, terwijl de knieën en de enkels toch precies aan elkaar sluiten. Dit treedt vooral op bij een breed bekken.
Bij geboorte heeft de mens meestal O-benen die zich voor een groot deel van de kinderen in het derde levensjaar vormen tot X-benen. Bij jongens verdwijnen deze X-benen grotendeels, terwijl zij bij meisjes in veel gevallen in lichte vorm blijven bestaan. Slechts ongeveer 25 procent van de mensen heeft op hogere leeftijd rechte benen.
Er zijn twee soorten X-benen: de slappe X-benen die grotendeels te corrigeren zijn, en de benige verkrommingen. Meestal is er een combinatie van beide. Bij het gefixeerde X-been (benige verkromming) zit de verkromming meestal in het scheenbeen, maar soms ook in het dijbeen en het scheenbeen tezamen. Behalve door stofwisselingsstoornissen en congenitale afwijkingen kunnen X-benen ook veroorzaakt worden door het gebruik van de benen in een buitenwaarts gedraaide stand bij het kruipen. Wanneer de spieren sterk zijn en het skelet zwak ontstaan waarschijnlijk O-benen, terwijl bij een goed skelet en slappe spieren X-benen kunnen ontstaan in deze vroege ontwikkelingsfase.
De behandeling bestaat bij afstanden tussen de twee tot vier centimeter tussen de binnenenkels uit steunzolen en bij afstanden van vier tot zeven centimeter uit nachtspalken. Wanneer de zwaardere gevallen niet verbeteren kan de orthopedisch chirurg door een operatieve ingreep verbetering brengen. Een operatieve ingreep is nodig wanneer de draaglijn van het been buiten de knie loopt.